# Lista de bandeiras camaronesas
A seguir esta uma lista de bandeiras de Camarões.

## Bandeira nacional
| Bandeira | Data          | Uso                   | Descrição |
| -------- | ------------- | --------------------- | --- |
|          | 1975–presente | Bandeira dos Camarões | Uma bandeira tricolor vertical de verde, vermelho e amarelo, com uma estrela dourada centrada na faixa vermelha. |

## Bandeiras de partidos políticos
| Bandeira | Data          | Uso                                           | Descrição                                                                                                |
| -------- | ------------- | --------------------------------------------- | --- |
|          | 1956–presente | Bandeira da União das Populações dos Camarões | Um caranguejo preto no centro de um campo vermelho.                                                      |
|          |               | Bandeira da União Nacional Camaronesa         | Um sol vermelho de 16 pontas em um campo branco.                                                         |
|          |               | Bandeira da Frente Social-Democrata           | As escamas repousando sobre um bloco branco, dentro de um fino círculo branco no alto de um campo verde. |

### Bandeiras dos movimentos separatistas
| Bandeira | Data | Uso                                                       | Descrição |
| -------- | ---- | --------------------------------------------------------- | --- |
|          |      | Bandeira do Movimento Nacional Bamileke.                  | Quatro faixas horizontais igualmente altas nas cores pan-africanas (de cima): verde, amarelo, vermelho e preto. |
|          |      | Bandeira do Movimento para a Autodeterminação de Bakassi. | |
|          |      | Bandeira da Ambazônia.                                    | A Ambazônia é usado pelos defensores da independência do antigo Camarões Britânico para nomear o estado desejado. Cinco faixas horizontais azuis e quatro brancas com um Cantão azul no qual um pássaro em um círculo de treze estrelas douradas. |

## Bandeiras históricas
| Bandeira | Data      | Uso                                             | Descrição |
| -------- | --------- | ----------------------------------------------- | --- |
|          | 1961–1975 | Segunda bandeira dos Camarões                   | Um tricolor vertical de verde, vermelho e amarelo com duas estrelas douradas (mais escuras do que a terceira faixa em comparação) na metade superior do verde.   |
|          | 1960–1961 | Primeira bandeira dos Camarões                  | Um tricolor vertical de verde, vermelho e amarelo. |
|          | 1916–1960 | Bandeira dos Camarões Franceses                 | Um tricolor vertical de azul, branco e vermelho (proporções 3:2).                                                                                                |
|          | 1916–1961 | Bandeira do Reino Unido                         | Uma sobreposição das bandeiras de Inglaterra e Escócia com a Bandeira de São Patrício (representando a Irlanda).                                                 |
|          | 1916–1961 | Bandeira dos Camarões Britânicos                | Uma bandeira azul com as armas dos Camarões. |
|          | 1884–1916 | Bandeira do Império Alemão                      | Um tricolor, constituído por três faixas horizontais iguais de cor preta (superior), branca e vermelha (inferior)                                                |
|          | 1884–1916 | Bandeira colonial                               | Um tricolor, constituído por três faixas horizontais iguais de cor preta (superior), branca e vermelha (inferior) com a Águia Alemã no centro.                   |
|          | 1914      | Primeira bandeira proposta dos Camarões Alemães | Um tricolor, feito de três faixas horizontais iguais coloridas de preto (topo), branco e vermelho (fundo) com um elefante branco em um campo gules no centro.    |
|          | 1914      | Segunda bandeira proposta dos Camarões Alemães  | Um tricolor, feito de três faixas horizontais iguais coloridas de preto (topo), branco e vermelho (fundo) com um elefante branco em um disco de gules no centro. |
|          | 1884–1914 | Bandeira da Companhia Alemã da África Ocidental | [ 10 ] |
|          | 1804–1884 | Bandeira do Califado de Socoto                  | Um simples com um campo verde. |
|          | 1380–1884 | Bandeira do Império Bornu                       | Um campo marrom com um branco lua crescente no centro. |
|          | 700–1380  | Bandeira do Império de Canem                    | Uma branca de galhardete com um verde palmeira no centro. |